# Pleopeltis bombycina
Pleopeltis bombycina är en stensöteväxtart som först beskrevs av William Ralph Maxon, och fick sitt nu gällande namn av Alan Reid Smith. Pleopeltis bombycina ingår i släktet Pleopeltis och familjen Polypodiaceae. Inga underarter finns listade.